# No Line on the Horizon
No Line on the Horizon – dwunasty album studyjny grupy U2, który wydano 27 lutego 2009 r. w Irlandii, 2 marca w całej Europie, a dzień później w USA. Jest on pierwszym studyjnym albumem grupy wydanym od 2004 roku („How to Dismantle an Atomic Bomb”), więc był to jak dotąd najdłuższy czas w historii grupy od początku jej istnienia bez wydanego albumu studyjnego. Pierwotnie miał być wydany jako dwa EP, zatytułowane „Daylight” i „Darkness”. Zdecydowano jednak później o połączeniu ich w jeden album, zatytułowany „No Line on the Horizon”. Nakręcono też film, który miał „towarzyszyć” albumowi – „Linear” Antona Corbijna. Pierwotnie soundtrack filmu oraz album miały zawierać te same ścieżki, w tej samej kolejności, jednak finalnie obie nieznacznie się różnią (zmieniono kolejność oraz zamieniono jedną z piosenek, a także wprowadzono drobne poprawki w niektórych piosenkach).

## Sesje nagraniowe z Rickiem Rubinem
U2 rozpoczęło prace nad kolejnym albumem, następcą „How to Dismantle an Atomic Bomb” w lipcu 2006 roku. Ta informacja została wysłana do subskrynentów U2.com poprzez e-maile.
Miały być prowadzone z Rickiem Rubinem na południu Francji oraz w Abbey Road Studios w Londynie. Efektem tej współpracy był cover grupy The Skids, „The Saints are Coming” we współpracy z Green Day oraz „Window in the Skies”. Obydwa utwory zostały wydane na albumie kompilacyjnym grupy z 2006, „U218 Singles”. Rubin chciał w nagrywaniu tego albumu „wrócić do podstaw”, co oznaczało przynoszenie gotowych piosenek do studia nagrań. To kłóciło się ze stosowanym przez U2 „swobodnym" stylem nagrywania, który pozwalał im jeszcze wprowadzać zmiany w piosenkach. Z tego powodu postanowili przerwać współpracę z Rickiem Rubinem, a materiał z tych sesji nagraniowych zachować i „odłożyć na półkę” by móc ewentualnie z niego później skorzystać.

## Sesje z Brianem Eno i Dannym Lanois
Po zerwaniu współpracy z Rickiem Rubinem, w czerwcu 2007 roku, Bono został zaproszony na „World Sacred Music Festival”, który odbywał się mieście Fez w Maroku. Bono następnie zaprosił The Edge’a, Adam Claytona, Larry'ego Mullena Juniora oraz Briana Eno i Danny'ego Lanois na ten sam festiwal. Cała szóstka przybyła na festiwal i wynajęła dziedziniec w hotelu Riad w Fezie. Zorganizowali w nim prowizoryczne studio nagraniowe. Pierwotnym założeniem tworzonego tam albumu było stworzenie „uniwersalnych hymnów przyszłości” jako piosenek, „które będą zawsze aktualne i będą chętnie śpiewane w przyszłości”.
Podczas „World Sacred Music Festival”, muzycy mieli możliwość słuchać między innymi tradycyjnej muzyki hinduskiej, żydowskiej czy arabskiej i wielu innych. Czerpiąc z nich inspirację U2 wraz Eno i Lanois zaczęli tworzyć piosenki. Wiele z pierwszych utworów nie nadawały się jednak by były emitowane w radiu czy nawet grane na żywo. Eno poradził Mullenowi by ten użył elektronicznej perkursji. Studio na świeżym powietrzu pozwalało słuchać śpiewu ptaków. Nagrany ich śpiew został użyty jako wstęp do piosenki „Unknown Caller”. Piosenki „Moment of Surrender”, „No Line on the Horizon”, „White as Snow” oraz „Unknown Caller” zostały wtedy napisane i nagrane za jednym razem. Grupa wraz z producentami spędziła w tym hotelu dwa tygodnie. Pobyt tam zachęcił grupę do sięgania po bardziej eksperymentalne dźwięki. Po opuszczeniu Fezu, grupa nagrywała w Hanover Quay Studios w Dublinie, w Platinium Sounds Recording Studios w Nowym Jorku oraz w Olympic Studios w Londynie.
W wywiadach przed wydaniem płyty, U2 określiło go w skali swojej innowacyjności porównywalnym do „Achtung Baby” z 1991 roku.
W grudniu 2008 roku album był na ukończeniu. Powstały do tego czasu jeszcze takie piosenki jak „Breathe”, „Stand Up Comedy” (riffy gitarowe do tych utworów były inspirowe przez Jimmy’ego Page’a i Jacka White’a, z którymi The Edge spotkał się na planie filmu, „It Might Get Loud”), „Fez – Being Born” (ma swoje źródła jeszcze w sesja nagraniowych z Rickiem Rubinem; powstała z połączenia piosenek „Fez” oraz „Being Born”, którą wcześniej nazywano „Chromium Chords”; dobrano je na zasadzie kontrastu – „Fez” jest wolny, a „Being Born” bardziej dynamiczny), „Magnificent”, „I'll Go Crazy If I Don't Go Crazy Tonight” (obie nosiły najpierw kolejno nazwy „French Disco” i „Crazy Tonight”; w obu swój udział miał will.i.am., w „Crazy Tonight” bardziej znaczny; pierwsze dema „French Disco” powstały jeszcze w Fezie), „Get On Your Boots” (nazywany najpierw „Four Letter Word”, potem „Sexy Boots” i finalnie „Get on Your Boots”; pierwsze demo tej piosenki nagrał sam The Edge w domu, na oprogramowaniu „GarageBand”; wielokrotnie przerabiana do finalnej formy) oraz „Cedars of Lebanon” (oparta na próbce dźwiękowej z albumu „The Pearl” z 1984 roku), a także „Every Breaking Wave”, „Winter” oraz „Kingdom of Your Love”. Wtedy też ustalono, że powstanie jeden album, a nie dwa EP. Ustalono też końcową kolejność, z albumu usunięto „Kingdom Of Your Love” (puszczana jest jako intro podczas trasy koncertowej promującej album), „Every Breaking Wave” (usunięto go, gdyż album zbytnio by się wydłużył; zapowiedziano go jako singiel promujący następną płytę „Songs of Ascent”) oraz „Winter” (zastąpił go „I'll Go Crazy If I Don't Go Crazy Tonight”; znalazł się na filmie „Linear”; jest także w zmienionej wersji na ścieżce dźwiękowej do filmu „Brothers”; piosenka została nominowana do Złotego Globu, jednak ostatecznie przegrała). Nagrano także dwie wersje „No Line on the Horizon”, jedna była wolniejsza i bardziej nastrojowa, druga szybsza i mniej poważna. Wybrano tę pierwszą jako piosenkę otwierającą album, drugą zatytułowano „No Line on the Horizon 2” i wydano tylko w specjalnych edycjach albumu (nie było ogólnie dostępna).
W pracach brał udział także Steve Lillywhite, który dopracował niektóre piosenki.
Album był promowany singlem „Get on Your Boots” wydanym 23 stycznia 2009 roku w wersji cyfrowej, w wersji tradycyjnej został wydany 16 lutego 2009 roku. Kolejnymi singlami były: „Magnificent” (4 maja 2009 roku) i „I'll Go Crazy If I Don't Go Crazy Tonight” (17 sierpnia 2009 roku).

## Lista utworów
1. „No Line on the Horizon” 4:12
2. „Magnificent” 5:24
3. „Moment of Surrender” 7:24
4. „Unknown Caller” 6:03
5. „I'll Go Crazy If I Don't Go Crazy Tonight” 4:14
6. „Get on Your Boots” 3:25
7. „Stand Up Comedy” 3:50
8. „Fez - Being Born” 5:17
9. „White as Snow” 4:41
10. „Breathe” 5:00
11. „Cedars of Lebanon” 4:13
12. „No Line on the Horizon 2” (tylko wydanie na iTunes, japońskiej i australijskie) 4:07
13. „Get on Your Boots – Crookers Remix” (tylko przy zamówieniu przed oficjalnym wydaniem na iTunes) 4:27

## Autorzy

### U2
- Bono – wokal, gitara
- The Edge – gitara, wokal, keyboard
- Adam Clayton – gitara basowa
- Larry Mullen Jr. – perkusja

### Współpracownicy
- Brian Eno
- Daniel Lanois
- Terry Lawless
- will.i.am
- Caroline Dale
- Richard Watkins
- Cathy Thompson
- Sam O’Sullivan
- Louis Watkins

## Pozycje na listach, sprzedaż i certyfikaty
| Lista (2009)             | Osiągnięta pozycja | Certyfikat | Sprzedaż  |
| ------------------------ | ------------------ | ---------- | --------- |
| Argentyna                | 1                  | Złoto      | 30.000+   |
| Australia                | 1                  | Platyna    | 70.000    |
| Austria                  | 1                  |            |           |
| Belgia                   | 1                  | Platyna    | 30.000    |
| Kanada                   | 1                  | 2x platyna | 160.000   |
| Kolumbia                 | 1                  |            |           |
| Czechy                   | 1                  |            |           |
| Dania                    | 1                  | 2x platyna | 60.000    |
| Finlandia                | 1                  | Złoto      | 15.000+   |
| Francja                  | 1                  |            | 63.000+   |
| Niemcy                   | 1                  | Platyna    | 200.000   |
| Hongkong                 | 1                  |            |           |
| Węgry                    | 1                  | Złoto      | 6.000+    |
| Islandia                 | 1                  |            |           |
| Irlandia                 | 1                  | 4x platyna | 60.000    |
| Włochy                   | 1                  | 3x platyna | 180.000   |
| Japonia (Ogółem)         | 4                  |            | 32.000+   |
| Japonia (Międzynarodowo) | 1                  |            | 23.000+   |
| Meksyk                   | 1                  | Platyna    | 40.000    |
| Holandia                 | 1                  | Platyna    | 60.000+   |
| Nowa Zelandia            | 1                  | Platyna    | 15.000+   |
| Norwegia                 | 1                  |            |           |
| Filipiny                 | 1                  |            |           |
| Polska                   | 1                  |            |           |
| Portugalia               | 1                  | Platyna    | 20.000    |
| Singapur                 | 1                  |            |           |
| Szwecja                  | 2                  | Platyna    | 40.000    |
| Wielka Brytania          | 1                  | Platyna    | 300.000   |
| Stany Zjednoczone        | 1                  | Platyna    | 1.200.000 |